# Séraphin Buisset
Séraphin Léopold Buisset, né le 10 juin 1870 et mort le 9 janvier 1949 à Rives, est un homme politique socialiste français.

## Biographie
Fils de paysan, Adrien Léopold Buisset et de Adèle Meurs, il devient négociant en vins après ses études primaires. Marié en 1900 à Marquis Emilie Joséphine. Il adhère à la SFIO et entreprend de briser le pouvoir des familles Kléber et Blanchet, puissants industriels qui se partagent les fonctions politiques locales, bien que le département de l'Isère vote souvent à gauche. Séraphin Buisset est élu conseiller général en 1907, puis député en 1914 et enfin maire en 1919. Il est constamment réélu jusqu'en 1940. De 1914 à 1936, le député Buisset appartient à la commission du Commerce et de l'industrie, ainsi qu'à la commission des Comptes définitifs des économies. De 1936 à 1940, il est membre de la commission des Boissons.
Il vote contre les pleins pouvoirs à Philippe Pétain le 10 juillet 1940, ce qui lui vaut d'être révoqué de tous ses mandats par le régime de Vichy.

## Sources
- « Séraphin Buisset », dans le Dictionnaire des parlementaires français (1889-1940), sous la direction de Jean Jolly, PUF, 1960 [détail de l’édition]